# Orion (município)
Orion é um município de  segunda classe de renda municipal (d) na província Bataan, nas Filipinas. De acordo com o censo de 1 de maio  de  2020 possui uma população de 60 771 pessoas e 14 291 domicílios.